# Oldemarkt

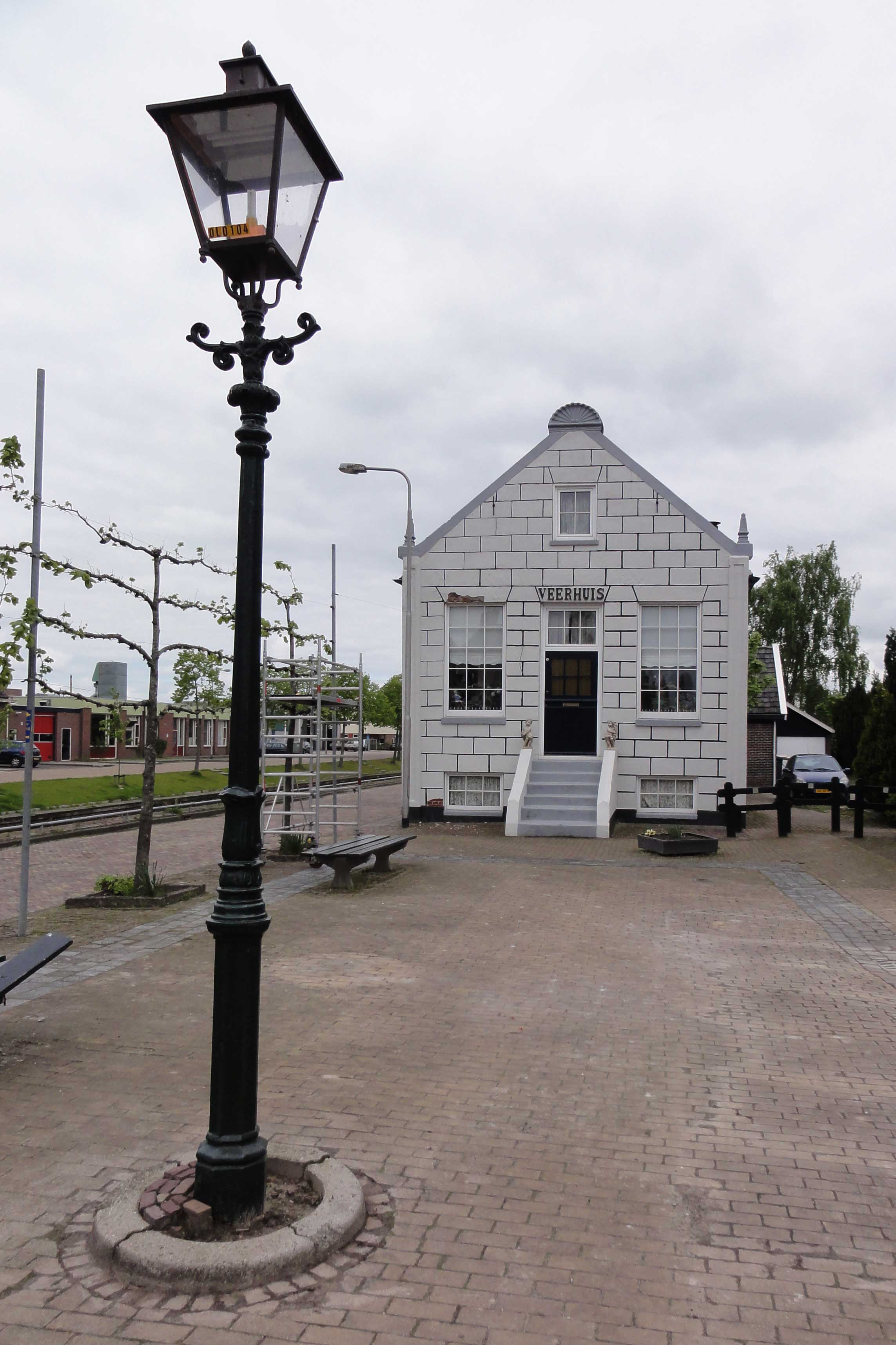

Oldemarkt est un village dans la commune néerlandaise de Steenwijkerland, dans la province d'Overijssel. Le 1er janvier 2006, le village comptait 2 500 habitants.
Commune indépendante jusqu'au 1er janvier 1973, Oldemarkt fusionne avec Kuinre et Blankenham pour former la nouvelle commune d'IJsselham.